# Japanse Vereniging voor Wiskunde
De Japanse Vereniging voor Wiskunde (日本数学会, Nihon Sūgakukai) is een Japanse organisatie van wiskundigen. De organisatie is opgericht in 1877 als de Tokyo Sugaku Kaisha en is daarmee de oudste academische vereniging in Japan. In 1884 werd het een vereniging van wis- en natuurkundigen. In 1918 werd het een nationale organisatie. In 1946 zijn twee nieuwe verenigingen opgericht, een voor natuurkunde en een voor wiskunde. De wiskundige vereniging heeft ongeveer 5000 leden.
De Japanse Vereniging voor Wiskunde is de uitgever van de Encyclopedic Dictionary of Mathematics.